# Гребенников, Борис Иванович
Борис Иванович Гребенников (1924—1944) — младший лейтенант Рабоче-крестьянской Красной армии, участник Великой Отечественной войны, Герой Советского Союза (1944).

## Биография
Родился 7 ноября 1924 года в селе Краснохолм Оренбургской губернии (ныне — Дзержинский район Оренбурга) в семье служащего. Окончил восемь классов школы в городе Кувандык, учился в Оренбургском автодорожном техникуме. С началом войны вернулся в Кувандык, работал на заводе «Красный штамповщик». В августе 1942 года Гребенников был призван на службу в Рабоче-крестьянскую Красную армию. В 1943 году он окончил Камышинское танковое училище. С сентября того же года — на фронтах Великой Отечественной войны. Принимал участие в боях на Южном и 3-м Украинском фронтах, командовал танком 1-го танкового батальона 36-й гвардейской танковой бригады 4-го гвардейского механизированного корпуса 3-го Украинского фронта. Отличился во время освобождения Николаевской области.
8 марта 1944 года в ходе освобождения посёлка Новый Буг танк Гребенникова первым в своём подразделении ворвался на железнодорожную станцию, а затем и непосредственно в сам посёлок. Маневрируя, он уничтожил танк и самоходное артиллерийское орудие, около 150 солдат и офицеров противника, перерезал путь отхода крупной автоколонны. В том бою Гребенников погиб. Похоронен в Новом Буге.
Указом Президиума Верховного Совета СССР от 13 сентября 1944 года за «образцовое выполнение боевых заданий командования на фронте борьбы с немецкими захватчиками и проявленные при этом отвагу и геройство» гвардии младший лейтенант Борис Гребенников посмертно был удостоен высокого звания Героя Советского Союза. Также был награждён орденами Ленина и Красной Звезды.

## Память
В честь Гребенникова названы улицы в Новом Буге, Кувандыке, Краснохолме. Его бюсты установлены в Новом Буге и Кувандыке.